# Casino Morisco
El antiguo casino morisco de Arcachon fue construido en 1863 por el arquitecto Paul Régnauld .
los hermanos Pereire lo iniciarón en 1862, siendo el lugar predilecto de la burguesía de principios del XX . Fue requisado para servir de un hospital improvisado durante la Primera Guerra Mundial . Esta joya de la Belle Époque acabó incendiada en 1977.

## Origen
Gracias a la construcción de las lujosas villas de la Ville d'Hiver, la Compagnie des chemins de fer du Midi, dirigida por los hermanos Pereire, reunió a una avalancha de visitantes adinerados de todo el mundo, de vacaciones o por motivos de salud (baños de mar). Esta exigente clientela necesitaba lugares de ocio y entretenimiento. Por este motivo, la Compagnie du Midi decidió instalar un lugar para espectáculos y juegos cerca de las villas, donde los ricos residentes de la Ville d'Hiver tendrían mucho tiempo para divertirse y gastar su dinero. Su construcción estuvo a cargo de Bordelais Salesses, y su hijo diseñó la decoración interior. El casino fue inaugurado en agosto de 1863.

## Características

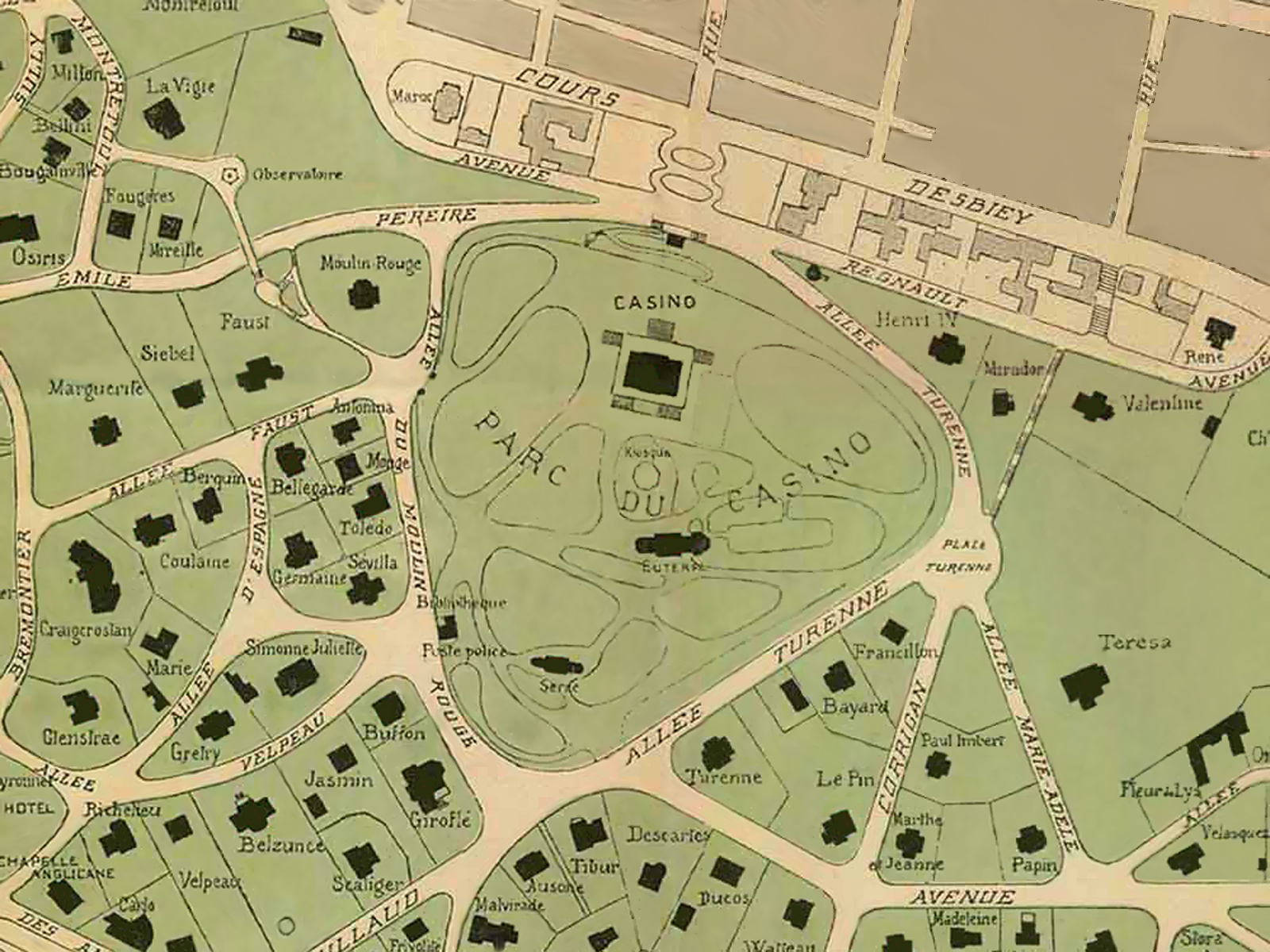
Mapa antiguo que muestra el casino, su parque y las propiedades alrededor de la Ville d'Hiver

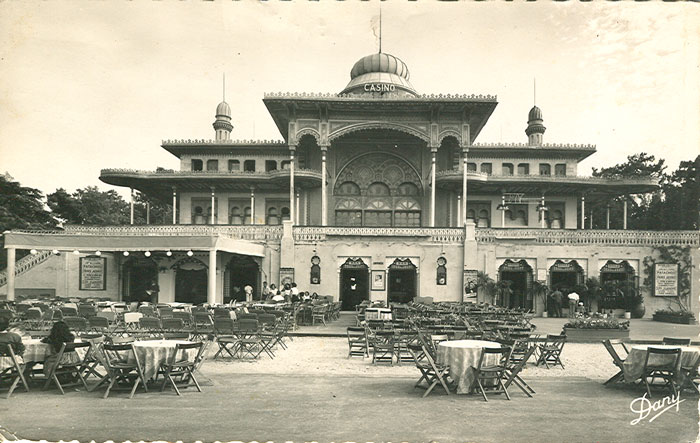

Idealmente ubicado en la cima de las dunas de la Ville d'Hiver, ofrecía una vista impresionante de la ciudad de verano y la cuenca de Arcachon . Claramente influenciado por la arquitectura árabe, más tarde se escribió que estaba inspirado en la Alhambra de Granada y la Mezquita de Córdoba.
«Casino Mauresque». dossiers-inventaire.aquitaine.fr/. 2011. Consultado el 21 mars 2020.</ref>
El arquitecto Paul Régnauld estuvo a cargo de los planes para el casino y los jardines que lo rodean  el hijo del empresario bordelés Jules Salesses, pintor que también realizó arabescos de colores en las paredes y techos del Grand Théâtre de Bordeaux, estuvo a cargo de la decoración interior.
La planta baja del casino estaba ocupada por salas de café y zonas de juego, rodeadas por un peristilo. Para llegar a él, se tomaba una escalera central, luego sustituida por escaleras laterales. El primer piso albergaba un suntuoso auditorio, así como una sala de música, salas de lectura y una biblioteca. Ochenta candelabros de cristal a gas lo iluminaban. En la parte superior del edificio se alzan dos grandes cúpulas en forma de bulbo con estructura metálica
Creado por los arquitectos paisajistas Frusique y Claverie, el parque Mauresque incluye un quiosco de música y el teatro al aire libre San Carlino, donde se realizaron espectáculos y actuaciones para niños. El parque también era un lugar de entretenimiento, por lo que la compañía de zancudos de las Landas de Sylvain Dornon actuó allí.
En 1913, se construyó un funicular al final del parque y permitió ir de la ciudad de invierno a la ciudad de verano. Fue reemplazado en 1948 por un ascensor, que aún existe hoy, y donde hoy se encuentra una maqueta del casino bajo plexiglás. Alrededor del ascensor también están instaladas las esculturas Faune persiguiendo ninfas y Mujer jugando con un delfín de Claude Bouscau, conservando el parque también otras obras suyas ( Héraclès, Baigneuse o Maria ).
Sin embargo, el casino no fue tan rentable como se esperaba, por lo que la Compagnie des chemins de fer du Midi lo vendió en 1879 al municipio de Arcachon. La competencia del Casino de la Plage, inaugurado en 1903, provocó varias quiebras. Durante la Primera Guerra Mundial fue utilizado como hospital. ; durante la Segunda, también fue requisado. En 1976, el municipio no encontró comprador de la Société du Mauresque, que no logró relanzarlo.

## Desaparición
Fue destruido en un incendio el 18 de enero de 1977. La investigación concluye que un cortocircuito habría sido la causa, aunque hoy no existen archivos sobre el tema. Sin llegar a una conclusión, el historiador Michel Boyé recuerda, sin embargo, el deseo del municipio en ese momento de construir un centro de convenciones y un hotel en su lugar, así como la negativa del alcalde de que el casino fuera clasificado como monumento histórico antes del desastre y la voluntad de su sucesor a aceptar los 2 millones de francos en compensación y nivelar rápidamente las ruinas, optando así por no reconstruir el casino.
Hoy permanece el parque, transformado en un arboreto en 1992, y en medio del cual ahora se asienta una pinaza que marca la ubicación del edificio.
Sobre su modelo, se proyectó la villa Mazagan en Labouheyre, una construcción de estilo morisco para el antropólogo Claude Cornut .